# Џон Бјукенан
Џон Бјукенан  (12. јануар 1759 — 7. новембар 1832) био је амерички граничар и један од оснивача модерног Нешвила, Тенеси. Он је остао познат по одбрани своје чувене тврђаве, Бјукенан, од стране напада неколико стотина америчких домородаца 30. септембра 1792. године. Одбрана тврђаве Бјукенан је спасила рани Нешвил, који је био неприпремљен због одбацивања упозорења на надолазеће индијанске ратнике. Након неуспешног напада, индијанци су се расули у мање групе и похарали околину града, али се нису усудили да нападну сам град, нити су икада више покушали сличан напад. Одбрана тврђаве Бјукенан није само спасила Нешвил већ је и подигла морал осталим америчким досељеницима, па је касније често узимана за симбол храбрости оснивача државе Тенеси. 